# エリン (小惑星)
エリン (2167 Erin) は、小惑星帯のS型小惑星である。オーストラリアのパース天文台で発見された。
観測チームの一人、ジョージ・パンコの娘に因んで名付けられた。